# Aruba na Mistrzostwach Świata w Lekkoatletyce 2017
Aruba na Mistrzostwach Świata w Lekkoatletyce 2017 – reprezentacja Aruby podczas Mistrzostw Świata w Londynie liczyła 1 zawodnika, który nie zdobył medalu.

## Rezultaty
| Zawodnik      | Konkurencja | Kwalifikacje | Kwalifikacje | Finał | Finał   |
| Zawodnik      | Konkurencja | Wynik        | Pozycja      | Wynik | Pozycja |
| ------------- | ----------- | ------------ | ------------ | ----- | ------- |
| Quincy Breell | skok w dal  | 6,90         | 31.          | NQ    | NQ      |